# ارزین
ارزین، روستایی است از توابع بخش سیلوانه و در شهرستان کلیبر استان آذربایجان شرقی ایران.این روستا در قره داغ یا ارسباران قرار دارد و زبان آن‌ها ترکی است. مردم آنجا بسیار توانمند هستند و کار های سخت را انجام میدهند مردم از  آنجا بخاطر زلزله بزرگ شرایط سخت نبود آب کافی نبود برق ،تحصیل و... مهاجرت کردند و رشد منفی جمعیت داشته و بیشترین جمعیت آن ۶۰ خانوار بوده است و از ۳۰۰ تا ۴۰۰ نفر جمعیت داشته است.

## جمعیت
این روستا در دهستان ترگور قرار داشته و بر اساس سرشماری سال ۱۳۸۵ جمعیت آن ۷۲ نفر (۱۰ خانوار)
بوده‌است.